# Abu Dhabi Combat Club
Abu Dhabi Combat Club (ADCC) – prekursor i największa na świecie organizacja submission fightingu. Organizator prestiżowego turnieju ADCC World Submission Fighting Championships, w którym rywalizują czołowi grapplerzy świata.

## Historia
Pomysłodawcą stworzenia formuły walki, w której mogliby rywalizować przedstawiciele różnych sportów walki opartych na chwytach był szejk Tahnun ibn Zajid Al Nahajan, syn byłego prezydenta Zjednoczonych Emiratów Arabskich, Zajida ibn Sultana Al Nahajana. Studiując w USA, był on świadkiem sukcesów Royce’a Gracie w pierwszych edycjach UFC, kiedy to Brazylijczyk wygrywał kolejne pojedynki, stosując jedynie dźwignie i duszenia. Po powrocie do ojczyzny Al-Nahjan, sam trenujący teraz brazylijskie jiu-jitsu, postanowił założyć w swoim rodzinnym Abu Zabi klub sportów walki Abu Dhabi Combat Club, a następnie ufundować zawody o tej samie nazwie, w których rywalizowaliby najlepsi przedstawiciele stylów walki opartych na chwytach. W tym celu opracowane zostały reguły walki submission fightingu. Pierwsza edycja mistrzostw ADCC odbyła się w 1998 roku.

## Zasady walki[2]
Ogólne
- Walka toczy się na macie o wymiarach 9x9 m.
- Walki ćwierć- i półfinałowe trwają 10 minut, a finałowa 20 minut. W razie remisu zarządza się 5 minut dogrywki, a gdy i ona nie przyniesie rozstrzygnięcia, zwycięzcę ogłaszają sędziowie.
- Zwycięstwo można odnieść na trzy sposoby: zmuszając rywala do poddania się, decyzją sędziego lub na punkty.

Punktacja
- dosiad (2 pkt.)
- wejście za plecy z zahaczeniem obu nóg (3 pkt.)
- obejście gardy (3 pkt.)
- kolano na brzuchu (2 pkt.)
- sprowadzenie do parteru (2 lub 4 pkt.)
- przetoczenie (2 lub 4 pkt.)

Dozwolone techniki kończące
- wszelkie duszenia (z wyjątkiem uciskania tchawicy)
- wszelkie dźwignie na nadgarstek, łokieć, bark, kolano i stopę

Ważniejsze faule
- pełny nelson i krucyfiks
- wszelkie uderzenia
- dźwignie na palce
- atakowanie oczu i uszu, zahaczanie palcami o usta
- dotykanie okolic krocza
- gryzienie, szczypanie, drapanie
- chwytanie za odzież rywala
- używanie substancji natłuszczających

## Mistrzostwa Świata ADCC
Początkowo mistrzostwa ADCC miały miejsce każdego roku w stolicy ZEA, Abu Zabi. Wraz z popularyzacją zawodów zaczęły odbywać się one w różnych lokalizacjach – od 2001 roku co dwa lata. Mężczyźni rywalizują w 5 kategoriach wagowych (po 16 zawodników każda), a następnie w najbardziej prestiżowej kategorii „Abslolute” (startują w niej najlepsi zawodnicy poszczególnych wag). Zwycięzcy poszczególnych kategorii wagowych otrzymują nagrodę pieniężną w wysokości 10 000$, a najlepszy zawodnik w klasie absolutnej 40 000$. Kobiety rywalizują w mistrzostwach od 2005 roku. Limity wagowe i liczba kategorii jest ustalana odmiennie dla danych mistrzostw w zależności od liczby zgłoszonych zawodniczek.
Kategorie wagowe mężczyzn:
- Absolute
- ponad 99 kg
- do 99 kg
- do 88 kg
- do 77 kg
- do 66 kg

### Edycje
| Mistrzostwa                                       | Miejsce    | Data                    |
| ------------------------------------------------- | ---------- | ----------------------- |
| ADCC Submission Fighting World Championships 2019 | Anaheim    | 28-29 września 2019     |
| ADCC Submission Fighting World Championships 2017 | Espoo      | 23-24 września 2017     |
| ADCC Submission Fighting World Championships 2015 | São Paulo  | 29-30 sierpnia 2015     |
| ADCC Submission Fighting World Championships 2013 | Pekin      | 19-20 października 2013 |
| ADCC Submission Fighting World Championships 2011 | Nottingham | 24-25 września 2011     |
| ADCC Submission Fighting World Championships 2009 | Barcelona  | 26-27 września 2009     |
| ADCC Submission Fighting World Championships 2007 | Trenton    | 5-6 maja 2007           |
| ADCC Submission Fighting World Championships 2005 | Long Beach | 28-29 maja 2005         |
| ADCC Submission Fighting World Championships 2003 | São Paulo  | 17-18 maja 2003         |
| ADCC Submission Fighting World Championships 2001 | Abu Zabi   | 11-13 kwietnia 2001     |
| ADCC Submission Fighting World Championships 2000 | Abu Zabi   | 1-3 marca 2000          |
| ADCC Submission Fighting World Championships 1999 | Abu Zabi   | 24-26 lutego 1999       |
| ADCC Submission Fighting World Championships 1998 | Abu Zabi   | 20-22 marca 1998        |

### Najbardziej utytułowani zawodnicy
Mężczyźni
| L.p. | Zawodnik              |   |   |   | Lata      |
| ---- | --------------------- | - | - | - | --------- |
| 1.   | Marcelo Garcia        | 4 | 2 | 1 | 2003-2011 |
| 2.   | Rubens Charles Maciel | 3 | 2 | 0 | 2009-2017 |
| 3.   | Gordon Ryan           | 3 | 1 | 0 | 2017-2019 |
| 4.   | Ricardo Arona         | 3 | 0 | 0 | 2000-2001 |
| 4.   | Royler Gracie         | 3 | 0 | 0 | 1999-2001 |
| 4.   | Mark Kerr             | 3 | 0 | 0 | 1999-2000 |

Kobiety
| L.p. | Zawodnik          |   |   |   | Lata      |
| ---- | ----------------- | - | - | - | --------- |
| 1.   | Gabrielle Garcia  | 4 | 0 | 1 | 2011-2019 |
| 2.   | Hannette Staack   | 3 | 1 | 0 | 2007-2011 |
| 3.   | Kyra Gracie       | 3 | 0 | 0 | 2005-2011 |
| 4.   | Juliana Borges    | 2 | 0 | 0 | 2005      |
| 5.   | Michelle Nicolini | 1 | 2 | 1 | 2011-2017 |